# Plac Adama Mickiewicza w Poznaniu

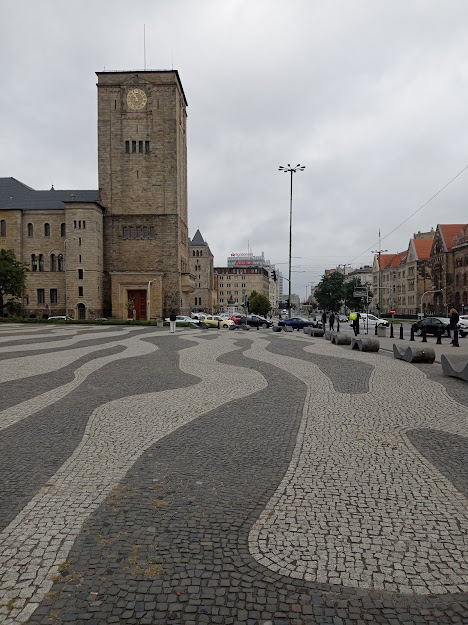
Plac Adama Mickiewicza i Zamek Cesarski

Plac Adama Mickiewicza – centralny plac Dzielnicy Cesarskiej w Poznaniu.

## Historia
Plac, wraz z całym otaczającym go założeniem urbanistycznym, powstał w miejscu likwidowanych obwarowań Twierdzy Poznań, na ich zachodnim odcinku, zwłaszcza w szeroko rozumianym rejonie Bramy Berlińskiej. Pierwszy plan rozwoju budownictwa monumentalnego na tym terenie powstał w 1890 (radca budowlany Heinrich Grüder). Następną wersję w 1903 sporządził Joseph Stübben. W 1904 cesarz Wilhelm II Hohenzollern powołał Królewską Komisję Rozbudowy Poznania, która zajęła się realizacją planów. 20 sierpnia 1910 miasto zyskało tytuł Rezydencjonalnego Miasta Poznań, w tym też dniu uroczyście poświęcono Zamek Cesarski.
Do 1919 na placu stał Pomnik Ottona von Bismarcka. W latach 1932–1939 w jego miejscu stał Pomnik Najświętszego Serca Pana Jezusa (tzw. Pomnik Wdzięczności).
Nazwa placu, jako plac Stalina, po raz pierwszy zaistniała w marcu 1945 na łamach Głosu Wielkopolskiego, który wówczas był organem propagandowym komunistów. Miało to związek z pogrzebem sowieckiego generała Wiktora Czernowa na samowolnie zorganizowanym przez Rosjan w obrębie placu tzw. Cmentarzu Bohaterów (później przeniesionym na Cytadelę). Już w kwietniu nazwa plac Marszałka Józefa Stalina weszła do półoficjalnego obiegu, m.in. używał jej w odezwie prezydent Feliks Maciejewski. Obecną nazwę nadano dopiero 8 stycznia 1957 z inicjatywy historyka sztuki, prof. Zdzisława Kępińskiego. Przy tej okazji władze miejskie stwierdziły, że plac był wcześniej bezimienny, gdyż nazwy Stalina oficjalnie nigdy nie nadano. 9 września 1951 na placu odbył się finał Centralnych Dożynek, które rozpoczęły się w Parku Kasprowicza z udziałem prezydenta Bolesława Bieruta.

## Obiekty
Płyta placu jest wyłożona kostką bazaltową o bardzo charakterystycznym, abstrakcyjnym wzorze. Deseń ten pochodzi z czasów powojennych. Na placu i w jego bezpośrednim otoczeniu znajdują się (od północy, zgodnie z kier. ruchu wsk. zegara):
- Pomnik Adama Mickiewicza w Poznaniu,
- Park Adama Mickiewicza,
- Pomnik Ofiar Czerwca 1956 „Jedność”, 1981, rzeźbiarz Adam Graczyk i architekt Włodzimierz Wojciechowski,
- Zamek Cesarski (wraz z Ogrodem Zamkowym), 1905–1910, architekt Franz Schwechten,
- Ziemstwo Kredytowe (Posener Landschaft), 1910, architekt Franz Schwechten,
- Aula Nova, 2006, architekt Jerzy Gurawski
- Akademia Muzyczna (dawny Dom Ewangelicki - Evangelisches Vereinhaus), 1907–1908, architekt Johannes z Charlottenburga, wraz ze skrzydłem wschodnim, 1997, architekt Jerzy Gurawski
- Collegium Minus (dawna Akademia Królewska), 1905–1910, architekt Edward Fürstenau,
- Instytut Higieny (w głębi), 1912, architekt Fritz Teubner.